# La Sexta noche
La Sexta noche o laSexta noche és un programa de debat polític, actualitat i successos, presentat per José Yélamo, Andrea Ropero i, ocasionalment, per Hilario Pino i Paula del Fraile (en absència de l'anterior), emès a La Sexta des del 26 de gener de 2013.

## Història
La Sexta Noche es va estrenar el dissabte 26 de gener de 2013, en prime time, amb periodicitat setmanal, de la mà d'Iñaki López i Andrea Ropero.
Més tard, després de finalitzar la primera temporada, Atresmedia va confirmar l'arribada de la segona temporada per al 7 de setembre de 2013, incloent nou plató i nous col·laboradors. Des del dia 6 de maig de 2017, el programa està subtitulat en directe.

## Format
La Sexta Noche és un programa que aborda l'actualitat social de la setmana amb taules de debat polític i social on un ampli ventall de tertulians analitzen, des de la seva perspectiva, les conjuntures socials; aquestes s'acompanyen de peces editades i reportatges de recerca, en els quals el presentador surt al carrer per a viure i recollir els testimoniatges dels protagonistes. El públic que assisteix al plató té l'oportunitat d'opinar sobre els temes que es posen sobre la taula, igual que el públic que veu el programa des de la seva llar, o bé a través de les xarxes socials.
El format reuneix el millor d' Al rojo vivo, Más vale tarde i La Sexta Columna, però amb major aprofundiment en els temes a debatre.

## Presentació
- Iñaki López – (2013-actualitat) (presentador)[4]
- Andrea Ropero – (2013-actualitat) (copresentadora)

### Presentadors substituts
- Presentador: Hilario Pino.
- Co-presentadora: Paula del Fraile.

### Col·laboradors habituals
Entre els tertulians habituals hi ha Francisco Marhuenda García, Eduardo Inda Arriaga, Elisa Beni, Anna Grau, Jesús Cintora, José Luis Roig i Antonio Maestre.